# Fabrică de diplome
O fabrică de diplome (în engleză diploma mill, în traducere directă „moară de diplome”) este o instituție de învățământ nerecunoscută și neacreditată conform cerințelor legale. Adesea fabricile de diplome sunt acreditate de instituții de acreditare nerecunoscute oficial (așa-numitele accreditation mills).
O fabrică de diplome se poate recunoaște după faptul că oferă rapid o diplomă fără a cere un efort de studiu corespunzător, are un sit de internet cu date foarte sumare de contact (o căsuță poștală, un aparat de răspuns la telefon, un fax sau doar o adresă de e-mail). Multe fabrici de diplome își copiază siturile după siturile de web ale unor universități serioase, pretinzând în mod mincinos că ar avea campusuri și săli de sport pentru studenți.
O manieră de lucru a fabricilor de diplome este că oferă grade cum ar fi Bachelor, Master sau PhD în baza unui simplu CV. Astfel până și o pisică a absolvit liceul prin internet.
Simpla purtare a gradelor astfel obținute constituie contravenție în unele state americane. A obține în baza unor astfel de grade accesul într-o profesiune protejată sau a le folosi pentru a obține foloase materiale (de exemplu o avansare în funcție legată de a avea o anumită diplomă) constituie fraudă.
În România, Universitatea Spiru Haret a căpătat o reputație de fabrică de diplome. Cazul cel mai frapant este cel al unui ieșean care a absolvit nu mai puțin de 10 facultăți ale Universității „Spiru Haret”.
Același fenomen se produce și în domeniul diplomelor de doctorat.

## În Statele Unite
Gradele universitare și/sau profesionale obținute de la instituții neacreditate de organizații de acreditare recunoscute de Council for Higher Education Accreditation (CHEA) și/sau de Secretarul federal al educației și care nu sunt permise expres de legislația statului în care se află instituția de învățământ sunt ilegale în Texas, Nevada și Washington și inacceptabile în Oregon, Maine, Michigan, Dakota de Nord, New Jersey, Illinois și Indiana.